# Margaret Okayo
Margaret Okayo (née le 30 mai 1976 à Masaba) est une athlète kényane, spécialiste du marathon. 

## Biographie
Elle remporte le Marathon de Boston en 2002, le Marathon de Londres en 2004 et à deux reprises, en 2001 et 2003, le Marathon de New York, course dont elle détient le record de l'épreuve en 2 h 22 min 31 s.
Son record personnel sur marathon, établi le 15 avril 2002 à Boston, est de 2 h 20 min 43 s.